# Gerardo Vonder Putten
Gerardo Sebastián von der Pütten Gabachuto (Montevideo, 28 de febrero de 1988) es un Exfutbolista uruguayo Que Jugaba como centrocampista.

## Trayectoria
Jugó en las categorías inferiores del Danubio. Debutó en Primera División 30 de marzo de 2007 en un partido por el campeonato Apertura en el que Danubio derrotó a Wanderers por 4-1, compartió puesto con Walter Gargano y Carlos Grossmüller además de ser compañero de Christian Stuani.
Ha sido internacional con la Selección de fútbol de Uruguay en categorías inferiores, Selección Sub-15, Sudanericano Sub-16 Paraguay 2004, Sudamericano Sub-17 Venezuela 2005, Sudamericano Sub-20 Paraguay 2007 participó también en la Copa Mundial Perú 2005 Sub-17 y Copa Mundial de Fútbol Sub-20 de 2007 en Canadá.
En 2009, el futbolista no accedió a la renovación de su contrato y por lo tanto quedó en libertad de acción, fichando para Central Español para el Clausura 2009, junto a su compañero Enzo Scorza.
En julio del 2009, emigró hacia Europa y firmó contrato por una temporada con el Javor Ivanjica, de la Superliga Serbia, su bajo rendimiento hizo que el club europeo buscara un club al cual cederlo, y lo encontró en Chile: Cobreloa de Calama
En enero de 2010, Vonder Putten es la figura central de la Tarde Naranja, evento en el que se presentó el plantel de Cobreloa, de la Primera División de Chile y en el que el nombre del mediocampista se mantenía en cuidado secreto llegó junto a su compatriota Francisco Silva. El volante arrendó su pase por una temporada.
Mostró sus buenas cualidades futbolísticas en un partido contra Iquique, cuando su club caía por dos goles a cero el entrenador Raúl Toro lo mandó a la cancha junto a un referente loino Boris González, y ambos cambiaron todo el partido cuando su equipo tenía un jugador menos. Al final fue un resultado 2-2.
En julio del mismo año fue transferido al Club Guaraní de Paraguay.
Durante el primer semestre de 2011 jugó en la Categoría Primera A colombiana con el Deportes Quindío. Posteriormente regresa a Europa para vincularse con el C.S. Visé de la Segunda División de Bélgica.
De Bélgica fue presentado con el dorsal número 10 junto a su compatriota Angelo Paleso.
Desde febrero de 2013 la está rompiendo en Unión Comercio, siendo una las grandes figuras del equipo y mostrando una faceta goledora y todo su talento.
El año 2014 descendió con Los Caimanes en el torneo peruano
A principios de 2017 es presentado en España junto al también uruguayo Enzo Scorza como nuevo refuerzo del Ibiza Sant Rafel

## Selección nacional
| Copa                                | Sede      | Resultado        | Partidos | Goles |
| ----------------------------------- | --------- | ---------------- | -------- | ----- |
| Campeonato Sudamericano Sub-17 2005 | Venezuela | Subcampeón       |          |       |
| Copa Mundial Sub-17 2005            | Perú      | Fase de grupos   | 3        | 0     |
| Campeonato Sudamericano Sub-20 2007 | Paraguay  | Tercer lugar     |          |       |
| Copa Mundial Sub-20 de 2007         | Canadá    | Octavos de final | 3        | 0     |

## Clubes
| Club              | País      | Año       |
| ----------------- | --------- | --------- |
| Danubio           | Uruguay   | 2006-2009 |
| Central Español   | Uruguay   | 2009-2010 |
| FK Javor Ivanjica | Serbia    | 2010      |
| Cobreloa          | Chile     | 2010      |
| Guaraní           | Paraguay  | 2010-2011 |
| Deportes Quindío  | Colombia  | 2011      |
| C.S. Visé         | Bélgica   | 2011-2012 |
| Boston River      | Uruguay   | 2012-2013 |
| Unión Comercio    | Perú      | 2013-2014 |
| Los Caimanes      | Perú      | 2014-2015 |
| Alianza Petrolera | Colombia  | 2015      |
| Torque            | Uruguay   | 2015-2016 |
| Los Caimanes      | Perú      | 2016-2017 |
| Ibiza Sant Rafel  | España    | 2017      |
| C.D Marquense     | Guatemala | 2018      |
| Sport Rosario     | Perú      | 2018      |
| PE Sant Jordi     | España    | 2019      |

## Palmarés
| Título                       | Club    | País     | Año     |
| ---------------------------- | ------- | -------- | ------- |
| Torneo Apertura              | Danubio | Uruguay  | 2006    |
| Torneo Clausura              | Danubio | Uruguay  | 2007    |
| Campeonato Uruguayo          | Danubio | Uruguay  | 2006-07 |
| Primera División de Paraguay | Guaraní | Paraguay | A 2010  |